# Belvisia annamensis
Belvisia annamensis là một loài thực vật có mạch trong họ Polypodiaceae. Loài này được (C. Chr.) S.H. Fu miêu tả khoa học đầu tiên năm 1954.